# Uvaria antsiranensis
Uvaria antsiranensis är en kirimojaväxtart som beskrevs av Le Thomas. Uvaria antsiranensis ingår i släktet Uvaria och familjen kirimojaväxter. Inga underarter finns listade i Catalogue of Life.